# 皮埃蒙特三角國際機場
皮埃蒙特三角国际机场（英語：Piedmont Triad International Airport）（在当地通常称为“PTI”）位于北卡罗来纳州格林斯博罗以西的吉尔福德县的未建制區域內，主要服務於美国的皮埃蒙特三角，是北卡罗来纳州第三繁忙的机场，平均每天有280次起降。该机场位于布赖恩大道（Bryan Boulevard）附近，占地3,770英亩（1,526公顷），有三个跑道。
该机场包含在2011-2015年国家综合机场系统计划中，因为每年有超过10,000名乘客登机，因而归类为主要商业服务机场。。
2017年12月，将机场更名为“北卡罗来纳州中部国际机场”（Central North Carolina International Airport）的提案通過，定于2018年1月1日生效，然而由于公众的反对，名称更改被搁置。